# Паркове в Стара Загора
Паркове в Стара Загора са:
- Парк „Александър Стамболийски“ (известен още като Парк „Алана“)
- Парк „Артилерийски“
- Парк "Свети Игнатий Старозагорски" известен още като парк „Баня Пиперка“
- Парк „Бедечка“
- Парк „Берое“
- Парк „Борова гора“
- Парк „Бранителите на Стара Загора“
- Парк „Зелен клин“
- Парк „Йордан Капсамунов“
- Парк „Митрополит Методий Кусев“ (известен още като парк „Аязмото“)
- Парк „Пети октомври“ (известен още като „Градската градина“)
- Парк „Подполковник Калитин“
- Парк „Проф. В. Гюдженов“ (известен още като Парк „Чайка“)
- Парк „Станционна градина“
- Парк „Стефан Стамболов“
- Парк „Тракия“
- Гробищен парк (Стара Загора)